# Brevipalpus californicus
Brevipalpus californicus är en spindeldjursart som först beskrevs av Banks 1904.  Brevipalpus californicus ingår i släktet Brevipalpus och familjen Tenuipalpidae. Inga underarter finns listade.